# بوب فيرغسون (لاعب كرة قاعدة أمريكي)
بوب فيرغسون (بالإنجليزية: Bob Ferguson)‏ هو لاعب كرة قاعدة أمريكي، ولد في 18 أبريل 1919 في برمنغهام في الولايات المتحدة، وتوفي في 23 مايو 2008 في ويتومبكا في الولايات المتحدة.

## وصلات خارجية
- بوب فيرغسون (لاعب كرة قاعدة أمريكي) على موقع دوري كرة القاعدة الرئيسي (الإنجليزية)
- بوب فيرغسون (لاعب كرة قاعدة أمريكي) على موقعبيزبول رفرنس.كوم (الدوري الرئيسي) (الإنجليزية)
- بوب فيرغسون (لاعب كرة قاعدة أمريكي) على موقعبيزبول رفرنس.كوم (الدوري الثانوي) (الإنجليزية)
- بوب فيرغسون (لاعب كرة قاعدة أمريكي) على موقع جمعية أبحاث البيسبول الأمريكية (الإنجليزية)